# Крыжановский, Степан Андреевич
Степан Андреевич Крыжановский (26 декабря 1910 (8 января 1911), г. Новый Буг, Николаевская область — 17 июля 2002) — украинский советский поэт, переводчик, теоретик литературы, доктор филологических наук (1962), профессор (1963). Член Союза писателей Украины (1934), фольклорист. Отец Андрея Крыжановского.

## Биография
В 1928 окончил Одесскую торгово-промышленную профессиональную школу. В том же году дебютировал в одесском журнале «Блиски». До 1933 года продолжал учёбу в Харьковском институте профессионального образования, позже учился в аспирантуре при Харьковском университете, по ей окончании в 1940 году переехал в Киев, начал работать в Институте литературы им. Т. Шевченко АН УССР.
Участник Великой Отечественной войны, в начале войны был мобилизован, участвовал в боевых действиях, закончил войну майором .
С первых дней войны в ноябре 1943 года С. Крыжановский — корреспондент армейской газеты «Знамя Родины». После войны в течение 47 лет работал в Институте литературы Академии наук УССР — старшим научным сотрудником, с 1949 в течение 24 лет — заведующим отделом Украинской советской литературы, следующие 3 года — заведующим сектором, а ещё 12 лет — профессором-консультантом.
Член литературная организация комсомольских писателей Украины «Молодняк» . Перевёл произведения А. Пушкина, Я. Купала, Н. Некрасова, М. Горького, В. Маяковского, П. Бровки.
Создал ряд работ по вопросам теории и истории литературы. Автор воспоминаний о писателях «расстрелянного возрождения» Майка Йогансена и Валериана Полищука. Сам Крыжановский позиционируется как представитель «херсонской группы» поэтов (автор известного стихотворения «Два Херсон»). На некоторые его стихи композиторы П. Козицкий, П. Майборода и С. Д. Козак создали песни. Был также редактором и составителем сборников стихов и литературно-критических работ.
Скончался 17 июля 2002 года. Похоронен на Байковом кладбище Киева.

## Произведения
- Крижанівський С. Майк Йогансен // Письменники Радянської України: 20-30-ті роки. — К., 1989. — С. 119—138.
- Крижанівський С. Романтик революційного слова // Йогансен Майк. Вибрані твори. — К., 2001. — С. 474—499.

Один из авторов «Истории украинской литературы» в 2-х томах (1954—1957).

## Работы

### Сборники
- «Енергія» (1930);
- «Вугілля — на-гора!» (1931);
- «Моїм ровесникам» (1932);
- «Країна майстрів» (1932);
- «Дні, дороги, друзі» (1934);
- «Повноліття» (1935);
- «Південь» (1937);
- «Золоті ключі» (1938);
- «Калиновий міст» (1940);
- «Гори і долини» (1946);
- «Під зорями радянськими» (1950);
- «Весна людства» (1951);
- «Срібне весілля» (1957);
- «Ще не вечір» (1961);
- «Вічнозелене дерево життя» (1967);
- «Формула щастя» (1970);
- «Виднокруг» (1980);
- «Літопис» (1991).

### Баллады
- «Балада про Перекоп» (1936);
- «Балада про командира» (1936);
- «Балади про сон» (1940);
- «Гуцули» (1940);
- «Балада про гвардійця» (1943).

### Поэмы
- «Норд-ост» (1944—1945);
- «Сад над Інгулом» (1948).

### Байки и притчи
- «Притча про каміння» (1942);
- «Удав і слон» (1942);
- «Лукавий друг» (1944);
- «Зозуля» (1955);
- «Свиня-радіоаматор» (1955);
- «Півень і сонце» (1956);
- «Баран» (1960);
- «Наклепник і змія» (1944—1960);
- «Сірий вовк» (1961);
- «Квочка й курчата» (1963).

### Шутки и присказки
- «Ледащо» (1946);
- «Розсудив» (1946);
- «Не чую…» (1946);
- «Солдатська звичка» (1946);
- «Стара пісенька на новий лад» (1959);
- «Не з вашим щастям, дядьку!» (1960).